# Marcelo Saragosa
Marcelo Saragosa (Campo Grande (Brazilië), 22 januari 1982) is een Braziliaanse voetballer, die uitkomt voor het MLS-team Chivas USA.
In 2004 werd hij door Los Angeles Galaxy gehuurd van São Paulo FC. Hij keerde terug, voordat Los Angeles Galaxy hem een contract gaf in september 2005. In 2004 kreeg hij bij Los Angeles Galaxy vroeg in het seizoen een basisplaats. Aan het eind van dat jaar had hij 24 keer een basisplaats en speelde hij in totaal 2123 minuten. In het midden van het seizoen liet Los Angeles Galaxy hem gaan en tekende hij bij FC Dallas. Na een moeizame start mocht hij na een tijdje geregeld in de basis starten. In 2009 vertrok hij naar Chivas USA.